# دادي لونغ لغس
دادي لونغ لغس هو فيلم من نوع كوميديا رومانسية أُصدر في 2005. الفيلم من توزيع سي جي انترتینمنت ‏، وهو من إخراج Gong Jeong-sik ‏، أما السيناريو فكان من كتابة جين ويبستر.

## طاقم التمثيل
- Shin Yi [الإنجليزية]‏
- هيون بن
- ها جي وون
- يون جونغ هون

## وصلات خارجية
- دادي لونغ لغس على موقع IMDb (الإنجليزية)
- دادي لونغ لغس على موقع ألو سيني (الفرنسية)
- دادي لونغ لغس على موقع فيلمافينيتي (الإسبانية)
- دادي لونغ لغس على موقع قاعدة بيانات الفيلم (الإنجليزية)
- دادي لونغ لغس على موقع ليتربوكسد (الإنجليزية)
- دادي لونغ لغس على موقع كينوبويسك (الروسية)